# Ducati: 90th Anniversary
Ducati: 90th Anniversary es un videojuego de carreras de motocicletas desarrollado y publicado por el desarrollador italiano Milestone. Fue lanzado digitalmente para Microsoft Windows, PlayStation 4 y Xbox One el 9 de junio de 2016. El juego también tuvo un lanzamiento minorista en Italia, exclusivo para las tiendas GameStop.

## Jugabilidad
El juego tiene tres modos de juego diferentes, recorrido histórico, modo rápido y en línea. El Tour Histórico se centra en motocicletas de diferentes décadas y se divide en siete categorías diferentes para las décadas de 1950, 1970, 1980, 1990, 2000 y 2010, así como The Final Victories. La última clase se centra exclusivamente en los paseos en moto de Superbike y MotoGP. Cada década tiene diferentes roles que varían según la década. Las tareas incluyen carreras individuales, campeonatos de tres carreras, tareas de límite de tiempo y una serie de carreras de adelantamiento.
El modo rápido incluye una sola carrera y un modo contrarreloj en el que puedes competir contra otros jugadores por la superioridad en el tiempo.
En línea, es posible competir contra otros jugadores y crear tu propio modo de juego, donde puedes especificar, entre otras cosas, en qué categoría de motocicletas montar.

## Características
Ducati: 90th Anniversary es un título independiente derivado del juego de motocicletas de Milestone Ride de 2015. El juego está dedicado íntegramente a la historia de la empresa italiana de motocicletas Ducati, fundada en 1926 y que saltó a la fama con sus motos de carreras en la década de 1950.
El juego incluye 39 motocicletas producidas por Ducati desde sus inicios hasta la actualidad, así como varios modelos conocidos utilizados por los pilotos profesionales de Ducati a lo largo de las décadas.
Los siguientes modelos aparecen en el juego:
| Modelo                  | Piloto           | Temporada                                    |
| ----------------------- | ---------------- | -------------------------------------------- |
| Ducati 851              | Raymond Roche    | Ganador de 1990 Superbike World Championship |
| Ducati 996              | Carl Fogarty     | Ganador de 1999 Superbike World Championship |
| Ducati 999 F04          | Neil Hodgson     | Ganador de 2003 Superbike World Championship |
| Ducati Desmodedici GP7  | Casey Stoner     | Ganador de 2007 MotoGP World Championship    |
| Ducati 1098 F08         | Troy Bayliss     | Ganador de 2008 Superbike World Championship |
| Ducati Desmodedici GP15 | Andrea Dovizioso | Séptimo en el 2015 MotoGP World Championship |

El juego también incluye ocho circuitos con licencia de todo el mundo:
- Imola
- Potrero de los Funes
- Alméria
- Road America
- Magny-Cours
- Donington Park
- Sugo
- Misano